# مورچه ترکه‌ای دراز
مورچه ترکه‌ای دراز (نام علمی: Pseudomyrmex gracilis) نام یک گونه از تیره مورچه است.